# 净峰寺弘一法师旧居
净峰寺弘一法师旧居，位于中国福建省惠安县净峰镇山透村，为一个省级文物保护单位，类型为近现代重要史迹及代表性建筑，为第五批福建省文物保护单位，公布时间为2001年1月20日。
净峰寺弘一法师旧居的历史年代为民国。